# Charles Zoude

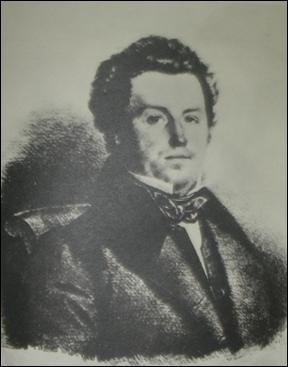
Charles zoude

Charles Zoude (Namen, 6 november 1794 – 20 mei 1860) was een Zuid-Nederlands politicus en lid van het Belgisch Nationaal Congres.

## Levensloop
Charles Zoude was advocaat in Namen en werd stafhouder.
In het Verenigd Koninkrijk der Nederlanden was hij lid van de Provinciale Staten van Namen. Hij kwam er onder meer op voor de vrijheid van onderwijs. In 1830 maakte hij deel uit van een delegatie die klachten ging meedelen in Den Haag.
Neef van Congreslid Léopold Zoude, volgde hij Theophile Fallon, de schoonzoon van deze laatste op in het Nationaal Congres. Hij zetelde trouwens maar van 23 januari tot 30 maart 1831 en werd opgevolgd door Jean-Baptiste Brabant. Op die korte tijd hield hij een drietal tussenkomsten in verband met de grondwet. Hij stemde voor de hertog van Nemours als koning en voor Surlet de Chokier als regent. Hij gaf geen uitleg over de reden van zijn vroegtijdige ontslag.
Op 4 oktober 1830 werd hij gouverneur ad interim van de provincie Namen. Hij werd gemeenteraadslid en provincieraadslid in Namen. Van 1836 tot 1847 was hij voorzitter van de provincieraad en van 1838 tot 1842 burgemeester van Namen.